# Lechstaustufe 12 – Lechmühlen
Die Lechstaustufe 12 – Lechmühlen ist eine Staustufe des Lechs zwischen Schongau und Landsberg und liegt am Flusskilometer 98,5 auf dem Gemeindegebiet von Vilgertshofen im Landkreis Landsberg am Lech.

## Geschichte
Bereits 1938 wurde erstmals der Ausbau der Wasserkraft in Bayern durch das Deutsche Reich und das Land Bayern geplant. Während die Bayernwerk AG zunächst den Bau herkömmlicher Laufwasserkraftwerke vorsah, konnte der Leiter der Obersten Baubehörde im Staatsministerium des Inneren, Arno Fischer, den Ausbau auf Basis der von ihm entwickelten Unterwasserbauweise nach dem "Schwede-Coburg-Fischer"-System mithilfe seines Parteifreundes Franz Schwede-Coburg und der NSDAP durchsetzen. Den Vorteil bei dieser Ausführung stellte die kriegswichtige Tarnung dar, die wenigen Dachflächen waren begrünt und das Kraftwerk selbst konnte durch das Senken der Stauklappen vom Lech vollkommen überströmt werden. Die ebenfalls propagierten Kostenersparnisse sollten sich später jedoch als Fehlkalkulation herausstellen.
Für den Ausbau der Kraftwerke wurde am 26. Januar 1940 die Bayerische Wasserkraft AG, kurz BAWAG, gegründet. Je ein Drittel des Aktienkapitals gehörten dem Land Bayern, der RWE und der VIAG.
Zunächst plante Arno Fischer bis 1942 bereits zwanzig Staustufen fertigzustellen, schließlich wurde ab Sommer 1940 aber zunächst an sechs Standorten (Lechstaustufen 9, 11, 12, 13, 14, 15) mit dem Bau begonnen.
Für Materialtransporte wurden Feldbahnen und Zugangsstraßen angelegt. Zunächst wurden Spundwände um den Bereich der späteren Kraftwerksgebäude errichtet, woraufhin das Kiesbett des Lechs innerhalb der Baugrube bis auf das Grundgestein abgetragen wurde. Anschließend begannen die Schalarbeiten für die Beton- und Stahlbetonarbeiten, das Einschlagen der Spundwände für die Dämme, die Betonierung des Dammfußes und die restliche Dammaufschüttung.
Im Jahr 1943 gingen schließlich die Stufen 11, 12, 13 und 15 ans Netz, 1944 folgten die Stufen 9 und 14. Die ursprünglich kalkulierten Baukosten hatten sich zu diesem Zeitpunkt bereits verdreifacht. Die Stufen 7, 8 und 10 nach der gleichen Bauart wurden erst nach dem Zweiten Weltkrieg 1947–1950 fertiggestellt.
Im Jahr 1994 kamen die Kraftwerke schließlich komplett an die VIAG, 2000 an E.ON und schließlich 2016 an die Uniper Kraftwerke.
Die Konzession des Kraftwerks läuft bis 2034.

## Technik
Die erzeugte Leistung der Lechstaustufe 12 beträgt 7,9 MW bei einer Fallhöhe von 9,0 Metern.
Bei der „Kraftwerksbauweise Arno Fischer“ bilden Wehr und Kraftwerk einen gemeinsamen Baukörper, das Stauklappenwehr verfügt dabei über 8 aufgesetzte Klappen mit einer Gesamtbreite von 76 m, vier Grundablässen und einem im Wehrkörper integrierten Maschinenraum.
Innerhalb des Kraftwerkes befinden sich Maschinenhauskräne mit denen alle demontierbaren Anlagenteile in den Randbereich gefördert werden können, hierfür wurde bei allen Kraftwerke ein großes Verladetor auf einer Seite verbaut.
Das Kraftwerk verfügt über sechs parallel angeordnete Strafloturbinen und sechs Maschinensätze.
Jede Turbine besitzt eine Klappe im Zulaufbereich, sowie ein Schütz im Abströmbereich. Durch diese Verschlussmechanismen ist es möglich, die Turbinen einzeln für Revisionszwecke trockenzulegen und zu begehen. Zwischen den sechs Turbinensätzen sind insgesamt vier tiefer liegende Grundablässe angeordnet, um das bei Hochwasser transportierte Geschiebe schadlos in das Unterwasser abzuleiten.
Der Generator selbst ist als wasserdicht abgekapselter Außenkranzgenerator angeordnet, der Rotor ist hierbei fest mit dem Laufrad verbunden. Problematisch ist hierbei jedoch die Abdichtung der Turbinen zu den Generatoren, sowie die praktische Unrealisierbarkeit einer Laufradverstellung. Bei der Bauweise nach Arno Fischer sind deshalb starre Propellerlaufräder verbaut. Grundsätzlich ist dadurch der Wirkungsgrad im Teillastbereich eingeschränkt, jedoch kann durch eine Staffelung der in Betrieb befindlichen Maschinen der schlechte Teillastwirkungsgrad der Propellerturbinen relativ gut ausgeglichen werden.
Der Ausbaudurchfluss des Kraftwerkes beträgt 120 m³/s, das Regelarbeitsvermögen 40.126 MWh pro Jahr.
Siehe auch: Liste von Wasserkraftwerken in Deutschland

## Stausee
Der sich südlich anschließende Stausee ist etwa 2,7 km lang und 0,3 km breit, er umfasst circa 70 ha. Der etwa 300 m lange Damm besitzt einen betonierten Dammfuß. Östlich steigt das Gelände am Reiterberg auf 700 m an, westlich verläuft auf der Schotterterrasse des Lechs die ehemalige Via Claudia Augusta.
Der südliche Teil des Stausees ist je nach Wasserablass der Lechstaustufe 11 als Fließstrecke zu betrachten.
Unmittelbar am Kraftwerk befindet sich die Einöde Lechstufe 12.

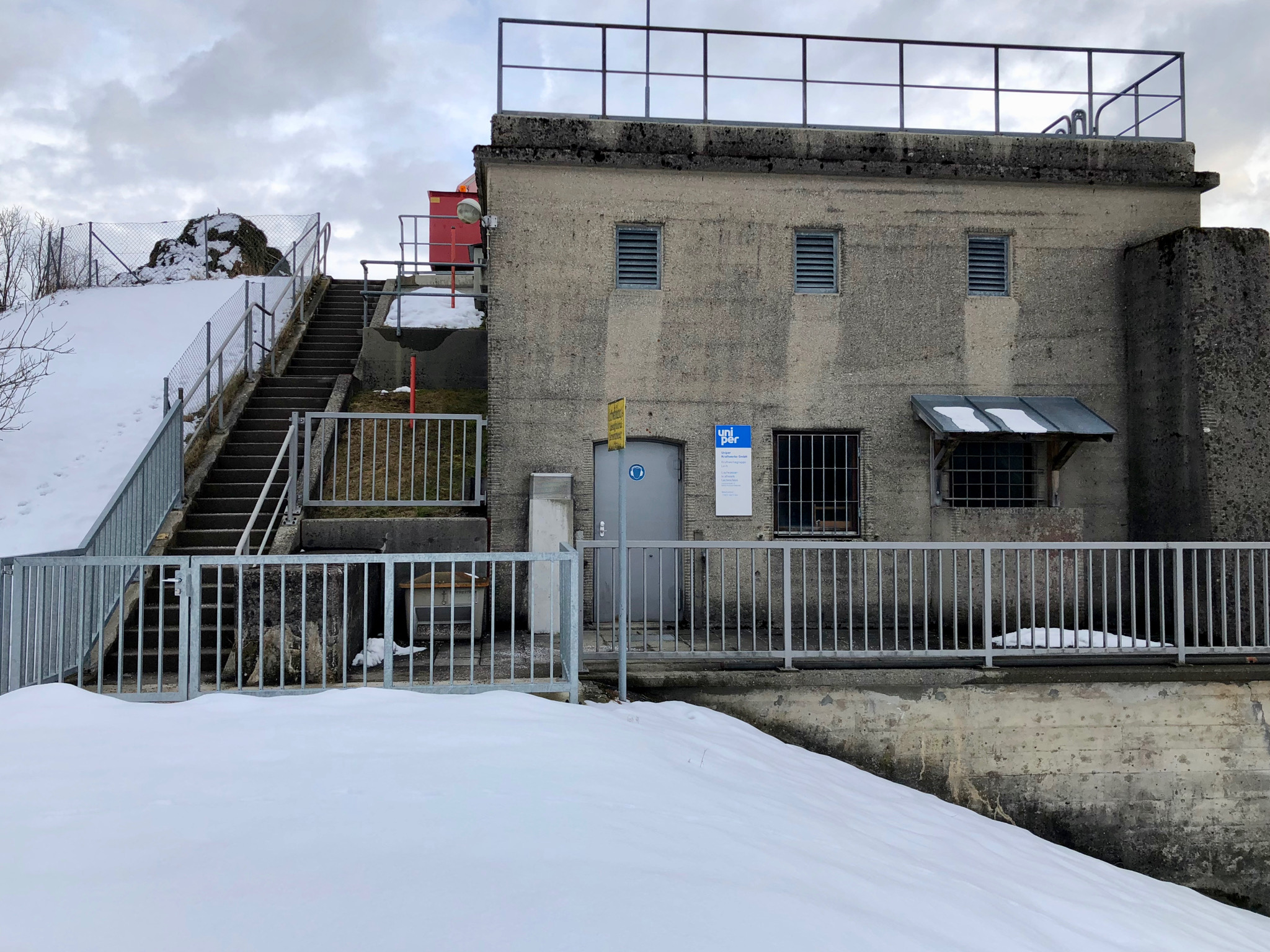
Östlicher Zugang
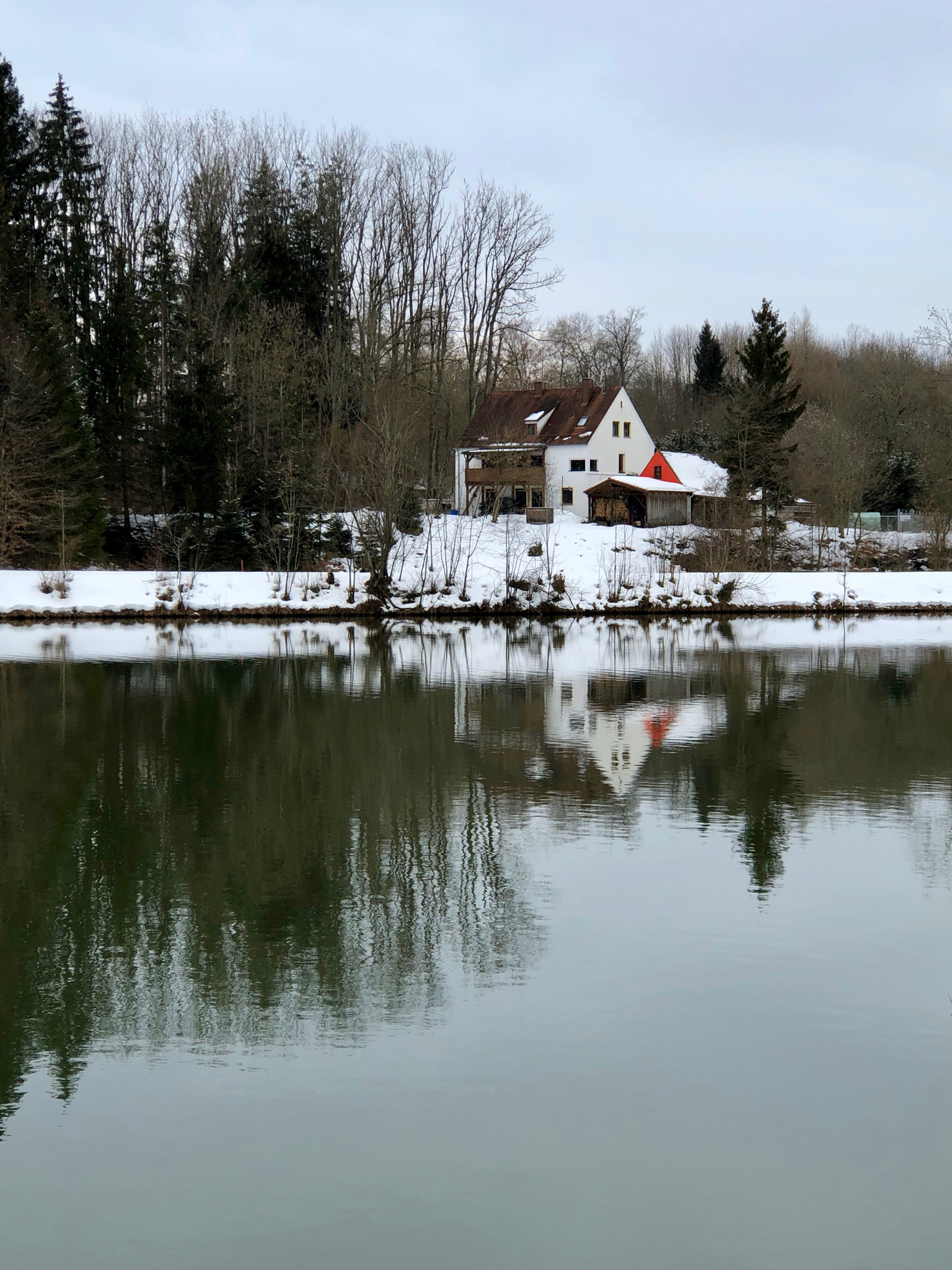
Blick über den Stausee zur Einöde Lechstufe 12
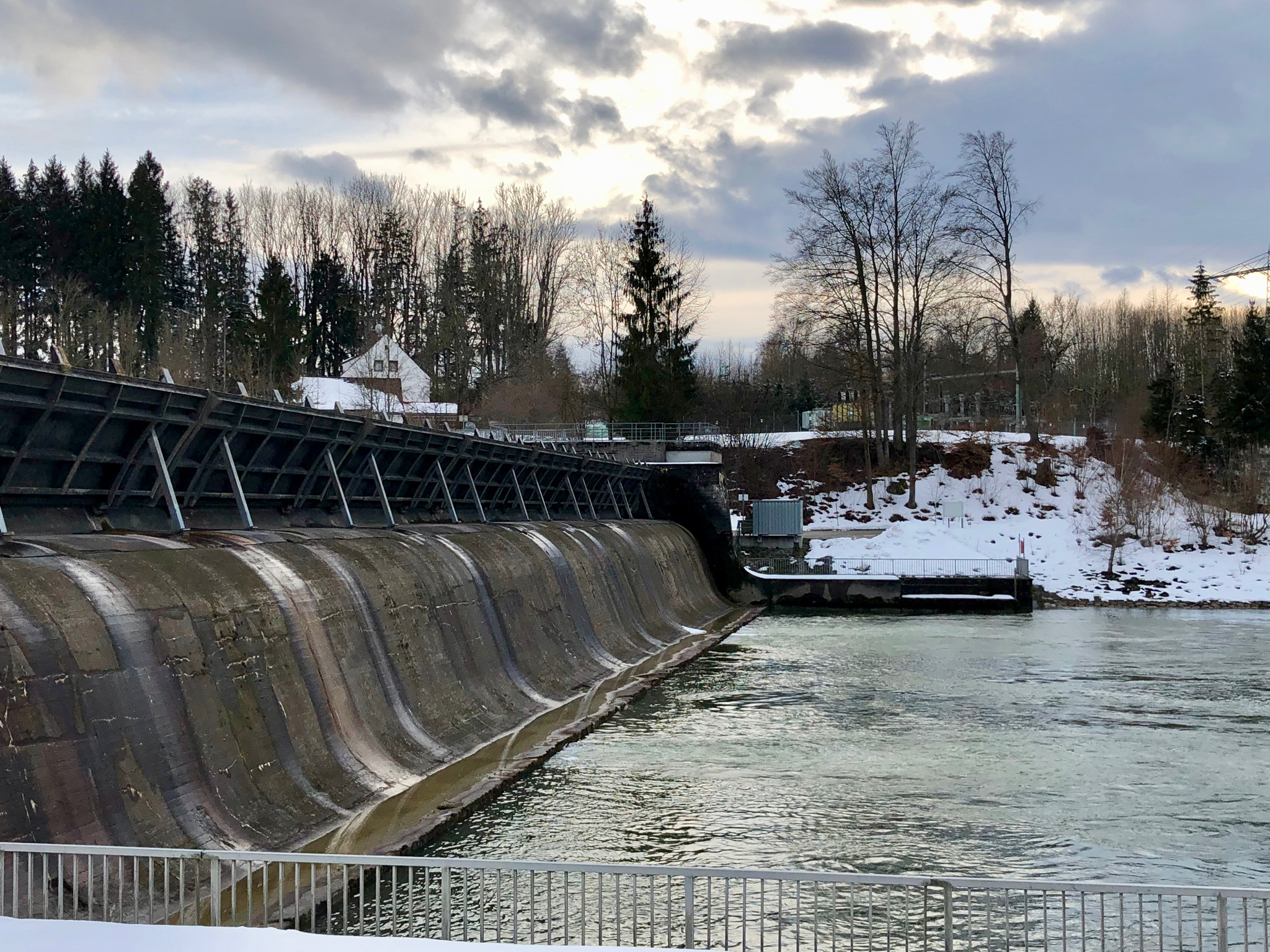
Blick von Osten